# Ben Piazza
Benito Daniel «Ben» Piazza (Little Rock, Arkansas, 30 de julio de 1933 - Los Ángeles, California, 7 de septiembre de 1991) fue un actor estadounidense.

## Vida personal
Piazza estuvo casado con la actriz Dolores Dorn desde 1967 hasta su divorcio en 1979.
Piazza murió por complicaciones relacionadas con el SIDA el 7 de septiembre de 1991; tenía 58 años.

## Filmografía

### Cine
| Año  | Título                                 | Director                                          | Papel         | Nota          |
| ---- | -------------------------------------- | ------------------------------------------------- | ------------- | ------------- |
| 1957 | A Dangerous Age                        | Sidney J. Furie                                   | David         |               |
| 1959 | The Hanging Tree                       | Ver listaDelmer Daves Karl Malden Vincent Sherman | Rune          |               |
| 1962 | No Exit                                | Ver listaTad Danielewski Orson Welles             | Camarero      |               |
| 1970 | Tell Me That You Love Me, Junie Moon   | Otto Preminger                                    | Jesse         |               |
| 1972 | Un homme est mort                      | Jacques Deray                                     | Empleado      |               |
| 1973 | The Candy Snatchers                    | Guerdon Trueblood                                 | Avery         |               |
| 1976 | The Bad News Bears                     | Michael Ritchie                                   | Bob Whitewood |               |
| 1977 | I Never Promised You a Rose Garden     | Anthony Page                                      | Jay Blake     |               |
| 1979 | Nightwing                              | Arthur Hiller                                     | Roger Piggott |               |
| 1980 | The Blues Brothers                     | John Landis                                       | Padre         |               |
| 1981 | Blind Tom: The Story of Thomas Bethune | Mark W. Travis                                    | -             | Cortometraje  |
| 1982 | Waltz Across Texas                     | Ernest Day                                        | Bill Wrather  |               |
| 1985 | Mask                                   | Peter Bogdanovich                                 | Sr. Simms     |               |
| 1988 | Clean and Sober                        | Glenn Gordon Caron                                | Kramer        |               |
| 1990 | Rocky V                                | John G. Avildsen                                  | Doctor        | Sin acreditar |
| 1991 | Guilty by Suspicion                    | Irwin Winkler                                     | Darryl Zanuck |               |

### Televisión
| Año       | Título                                                                 | Papel                                          | Nota                  |
| --------- | ---------------------------------------------------------------------- | ---------------------------------------------- | --------------------- |
| 1951-1980 | Love of Life                                                           | Jonas Falk                                     | Serie                 |
| 1957      | Studio One                                                             | David                                          | Serie; 1 episodio     |
| 1957      | Kraft Television Theatre                                               | Ray                                            | Serie; 1 episodio     |
| 1959      | Zane Grey Theatre                                                      | Coley Goad                                     | Serie; 1 episodio     |
| 1961      | Naked City                                                             | Nino Licosa                                    | Serie; 1 episodio     |
| 1962      | The Dick Powell Show                                                   | Richie                                         | Serie; 1 episodio     |
| 1962      | Stoney Burke                                                           | Dayton Hill                                    | Serie; 1 episodio     |
| 1962-1965 | The Defenders                                                          | Ver listaMike Knox Morton Loverton Jack Powers | Serie; 3 episodios    |
| 1963      | The Doctors                                                            | -                                              | Serie; 4 episodios    |
| 1964      | Ben Casey                                                              | Dr. Mike Rogers                                | Serie; 3 episodios    |
| 1965      | The Fugitive                                                           | Blaine Hagerman                                | Serie; 1 episodio     |
| 1966      | Hawk                                                                   | Wolfie Sands                                   | Serie; 1 episodio     |
| 1971      | The Great American Dream Machine                                       | -                                              | Serie; 1 episodio     |
| 1972      | Mannix                                                                 | Harry                                          | Serie; 1 episodio     |
| 1973      | The Mod Squad                                                          | Dr. Ed Chase                                   | Serie; 1 episodio     |
| 1973      | Griff                                                                  | Henry Pizer                                    | Serie; 1 episodio     |
| 1974      | The Waltons                                                            | George Reed                                    | Serie; 1 episodio     |
| 1974      | Judgment: The Court Martial of the Tiger of Malaya - General Yamashita | -                                              | Película de TV        |
| 1974      | Fer-de-Lance                                                           | Teniente Whitehead                             | Película de TV        |
| 1975      | Judgment: The Court Martial of Lieutenant William Calley               | Teniente Kearns                                | Película de TV        |
| 1975      | Harry O                                                                | Frank Cabot                                    | Serie; 1 episodio     |
| 1975      | Gunsmoke                                                               | Dan Fifer                                      | Serie; 1 episodio     |
| 1975      | Barnaby Jones                                                          | Eugene Armstrong                               | Serie; 1 episodio     |
| 1975      | Fear on Trial                                                          | Harry                                          | Película de TV        |
| 1976      | Switch                                                                 | Ernie Riker                                    | Serie; 1 episodio     |
| 1976      | The Bionic Woman                                                       | Warren Rayker                                  | Serie; 1 episodio     |
| 1976      | Once an Eagle                                                          | Capitán Jerome                                 | Miniserie; 1 episodio |
| 1977      | Kingston: Confidential                                                 | -                                              | Serie; 1 episodio     |
| 1977      | Kill Me If You Can                                                     | Bill Edmunds                                   | Película de TV        |
| 1977      | Forever Fernwood                                                       | Bob Truss                                      | Serie; 15 episodios   |
| 1978      | Kojak                                                                  | Irving Abernathy                               | Serie; 1 episodio     |
| 1978      | When Every Day Was the Fourth of July                                  | Herman Grasser                                 | Película de TV        |
| 1978      | The Critical List                                                      | Dr. Henry de Jong                              | Película de TV        |
| 1978      | The Waverly Wonders                                                    | George Benton                                  | Serie; 9 episodios    |
| 1979      | Lou Grant                                                              | Jim McCrea                                     | Serie; 1 episodio     |
| 1979      | Salvage 1                                                              | Sanborne                                       | Serie; 1 episodio     |
| 1979      | Bender                                                                 | Farragut                                       | Película de TV        |
| 1980      | Paris                                                                  | -                                              | Serie; 1 episodio     |
| 1980      | The Rockford Files                                                     | Stan Belding                                   | Serie; 1 episodio     |
| 1980      | The Chisholm                                                           | John Sutter                                    | Serie; 3 episodios    |
| 1980      | Battles: The Murder That Wouldn't Die                                  | Dr. John Spencer                               | Película de TV        |
| 1980      | The Children of An Lac                                                 | Dr. Wayne McKinney                             | Película de TV        |
| 1980      | The Last Song                                                          | Ken Pentoff                                    | Película de TV        |
| 1980-1981 | Barney Miller                                                          | Ver listaArthur Minch David Shulton John Essex | Serie; 3 episodios    |
| 1981      | A Matter of Life and Death                                             | Dr. Laurie                                     | Película de TV        |
| 1981      | Nero Wolfe                                                             | Harlan Davidson                                | Serie; 1 episodio     |
| 1981      | The Five of Me                                                         | Neurólogo                                      | Película de TV        |
| 1981      | Hart to Hart                                                           | Caine                                          | Serie; 1 episodio     |
| 1981-1986 | Benson                                                                 | Arthur Duffy                                   | Serie; 3 episodios    |
| 1982      | The Wall                                                               | Janta                                          | Película de TV        |
| 1982      | The Circle Family                                                      | Adrian Tweed                                   | Película de TV        |
| 1982-1983 | Dallas                                                                 | Walt Driscoll                                  | Serie; 11 episodios   |
| 1983      | The Winds of War                                                       | Aloysius Whitman                               | Miniserie; 1 episodio |
| 1983      | Grace Kelly                                                            | Gary Cooper                                    | Película de TV        |
| 1983      | The Mississippi                                                        | Lowery                                         | Serie; 1 episodio     |
| 1983      | The Winter of Our Discontent                                           | Louis Brock                                    | Película de TV        |
| 1984      | Too Close for Comfort                                                  | Supervisor Helms                               | Serie; 1 episodio     |
| 1984      | The A-Team                                                             | Michael Prescott                               | Serie; 1 episodio     |
| 1984      | Cover Up                                                               | Tabbles                                        | Serie; 1 episodio     |
| 1984      | T.J. Hooker                                                            | Peter Weston                                   | Serie; 1 episodio     |
| 1984-1987 | Family Ties                                                            | Ver listaSr. Wertz Ed Nelson John Adams        | Serie; 4 episodios    |
| 1985      | Consenting Adult                                                       | Dr. Mark Waldo                                 | Película de TV        |
| 1985      | Scene of the Crime                                                     | Phillip Bingham                                | Serie; 1 episodio     |
| 1985      | The Twilight Zone                                                      | Dr. Vaugh Heilman                              | Serie; 1 episodio     |
| 1986      | Cagney & Lacey                                                         | Hornby                                         | Serie; 1 episodio     |
| 1986      | Santa Barbara                                                          | Dr. Rawlings                                   | Serie; 30 episodios   |
| 1986-1987 | St. Elsewhere                                                          | Dr. Josiah Bartlett                            | Serie; 2 episodios    |
| 1987      | Outlaws                                                                | Joseph Conlan                                  | Serie; 1 episodio     |
| 1987      | The Facts of Life                                                      | Dean Howard Jones                              | Serie; 1 episodio     |
| 1987      | Billionaire Boys Club                                                  | Sr. Cody                                       | Miniserie             |
| 1987      | Mr. Belvedere                                                          | Ver listaSr. Dawson Juez L. Nathan             | Serie; 2 episodios    |
| 1987-1989 | Matlock                                                                | Ver listaMartin Landers Dr. David Westlake     | Serie; 2 episodios    |
| 1988      | Ohara                                                                  | Max Sherman                                    | Serie; 1 episodio     |
| 1988      | Marblehead Manor                                                       | Nigel Smedley                                  | Serie; 1 episodio     |
| 1988      | Moonlighting                                                           | Capitán Renault                                | Serie; 1 episodio     |
| 1988-1989 | Dinasty                                                                | Dr. Charles Hampton                            | Serie; 5 episodios    |
| 1989      | Jake and the Fatman                                                    | Juez David Steiner                             | Serie; 1 episodio     |
| 1989      | Generations                                                            | Juez                                           | Serie; 2 episodios    |
| 1989      | Snoops                                                                 | Charles Yates                                  | Serie; 1 episodio     |
| 1990      | Beauty and the Beast                                                   | Richards                                       | Serie; 1 episodio     |
| 1990      | The Bakery                                                             | Capitán Gleason                                | Película de TV        |
| 1991      | Dragnet                                                                | Charles Degman                                 | Serie; 1 episodio     |
| 1991      | Never Forget                                                           | Portavoz                                       | Película de TV        |